# 대한민국의 특별검사제도
특별검사제도(特別檢事制度)는 고위직 공무원(검찰청 고위간부 포함) 및 친인척이 수사의 대상이 되었을 때 실시하는 제도다. 수사과정에 영향을 줄 수 있는 고위공직자가 수사의 대상이 되어 공정성을 기대할 수 없을 때에 도입하는 제도로, 수사 대상 및 범위에는 제한이 없다.

## 유래
상설 특별검사제도는 미국 독립변호사 제도를 벤치마킹 한 것이다. 미국 공화당 리처드 닉슨 대통령은 1974년 워터게이트 사건이 터지자 성역 없는 수사를 약속했고 자신이 임명한 특별검사 아치발드 콕스 하버드 로스쿨 노동법 교수에게 덜미가 잡혀 사임하는 비운을 맞았다. 워터게이트 사건 이후, 야당 대선후보 지미 카터는 특별검사를 함부로 해임할 수 없게 하겠다는 대선공약을 했고, 당선되어, 1978년 상설 특별검사제도의 법률이 제정되었다. 1999년에 폐지되었다.
그러나 미국의 특별검사는 별도의 법률이 있어서 임명되었던 게 아니다. 대통령이 고위층 부정부패 수사를 공정하게 하기 위해, 일반검사인 법무장관이 아닌 새로운 변호사를 특별검사로 임명한 헌법 관행이다. 미국은 법무장관이 검찰총장을 겸직하며, 최고위직 일반검사다. 반면에 영국은 상원의장인 영국 법무장관 밑에 검찰총장과 영국 대법원장이 있다. 프랑스도 법무장관 밑에 검찰총장과 대법원장이 있다.

## 특별검사제
정치권과 법학계에서는 미국식 상설 특별검사제 도입을 주장하고 있다. 2014년 3월 제정되어, 2014년 6월자로 '특별검사의 임명 등에 관한 법률'이 시행됐다.

## 특임검사제
채동욱 검찰총장은 미국식 특별검사제가 위헌이라며 반대한다. 대신 특임검사제를 주장한다. 특임검사제는 새로운 제도가 아니라 기존 검사 중에서 특임검사를 지명해 사건을 배당하는 것이다.
미국식 특별검사제가 위헌이라는 주장은 미국 법무부에서 주장했던 것으로서, 미국 연방 대법원은 합헌이라고 판결했다.

## 대검찰청 중앙수사부 폐지
박근혜 정부가 폐지하기로 공약한 대검찰청 중앙수사부(대검 중수부)는 미국의 FBI를 모방한 것이다.
미국식 특별검사제는 닉슨 대통령과 클린턴 대통령 등 주로 대통령과 관련된 극히 드문 사건을 처리하는 수사제도로서, 70년대 워터게이트 사건 당시 관련법이 제정된 이후 수십년간 4건 밖에 없었다.
반면에 FBI는 조직범죄나 강력범죄를 담당하는 부서로서, 특별검사처럼 몇명만이 사무실 딱 하나를 개설하여 수사하는 것이 아니라, 수만명의 FBI 요원이 전국에 배치되어 수많은 사건을 처리하는 방대한 수사조직이다.

## 고위공직자범죄수사처
미국식 특별검사제에 대립하는 정책으로 공수처안이 있다. 대선 당시 문재인 후보는 고위공직자범죄수사처(공수처)를 주장했다.
미국식 특별검사제도는 상설이라지만, 법률만 상설이라는 의미이지, 특별검사는 사전에 임명되어 있지 않다. 어떤 사건이 문제되었을 때에만, 상설법률에 근거하여 임시적으로 특별검사가 임명된다. 십년에 한 건 정도 처리한다. 대한민국은 임시 특검법을 그때그때 제정해서 임시적으로 특별검사를 임명했는데, 둘은 큰 차이가 없다.
반면에 공수처는, 법률도 상설로 만들고, 수사기구도 상설로 만들어 정규직을 채용하자는 주장이다. 따라서 정규직으로 검사와 수사관을 배치하여 두는 것이므로, 이들은 십년에 한 건정도 처리하는 게 아니라, 매달 여러 건을 처리한다는 의미이다. 이는 대검 중수부의 업무를 거의 대부분 이전시키겠다는 의미이다.
- 기존 한국 특검법 - 임시 법률, 임시 특별검사, 10년에 한 건, 대검 중수부가 처리 못하던 업무, 여야 합의로 수사개시
- 미국식 특검법 - 상설 법률, 임시 특별검사, 10년에 한 건, 대검 중수부가 처리 못하던 업무, 여야 합의로 수사개시
- 공수처 - 상설 법률, 상설 특별검사, 10년에 수천 건, 대검 중수부의 기존 업무 거의 대부분 이전, 여야 합의 불필요

## 임시 특별검사제도

### 특별검사의 임명 과정
임시 특검법의 특별검사 임명 과정은 모든 특검법이 똑같은 규정을 가지고 있었다.
국회의장은 특별검사법 시행일로부터 2일 내에 특별검사의 임명을 대통령에 요청해야 하며, 대통령은 3일 이내에 대한변호사협회에 추천 의뢰를 해야 한다. 대한변호사협회는 7일 이내에 각 사건당 2명의 특별검사 후보를 추천해야 하며, 대통령은 추천된 후보자들중 3일 이내에 각 사건당 1명씩 임명해야 한다.

### 특검법 및 특별검사
대한민국에서는 지금까지 10건의 특별법이 발의돼 11차례 특검이 이뤄졌다.

### 조폐공사 파업유도및옷로비 사건특검법
- 의혹: 조폐공사 파업에 정부 개입, 김태정 검찰총장 부인 등에게 재벌총수 부인 등이 옷 로비
- 한국조폐공사 노동조합 파업유도 및 전 검찰총장 부인에 대한 옷로비 의혹사건 진상규명을 위한 특별검사의 임명 등에 관한 법률
- [제정 1999.9.30 법률 제6031호]
- 조폐공사 파업유도 특별검사: 강원일, 옷로비 특별검사: 최병모
- 수사 결과: 강희복 전 조폐공사 사장 단독 범행, 로비 실체 인정
- 비용: 16억 원

### 이용호 게이트특검법
- 의혹: 이용호 전 G&C그룹 회장의 횡령 및 정·관계 로비
- 주식회사지앤지대표이사이용호의주가조작·횡령사건및이와관련된정·관계로비의혹사건등의진상규명을위한특별검사의임명등에관한법률
- [제정 2001.11.26 법률 제6520호]
- 이용호 게이트 특별검사: 차정일
- 수사 결과: 신승남 당시 검찰총장 동생 등 구속
- 비용: 14억 원

### 대북송금 특검법
- 의혹: 2000년 현대그룹에서 대북 7대사업권 확보 및 남북정상회담 개최를 위해 북한에 비밀 송금
- 남북정상회담 관련 대북비밀송금 의혹 사건 등의 진상규명을 위한 특별 검사 임명 등에 관한 법률
- [제정 2003.3.15 법률 제6864호]
- 대북송금 의혹 특별검사: 송두환
- 수사 결과: 박지원 前 문화관광부 장관, 임동원 국가정보원 원장 등 국민의 정부 핵심인사 구속, 5억달러 불법 송금 확인
- 비용: 14억 원

### 노무현 대통령 측근 비리 사건[1]특검법
- 의혹: 최도술 전 청와대 총무비서관 등 금품수수
- 노무현대통령의측근최도술·이광재·양길승관련권력형비리의혹사건등의진상규명을위한특별검사의임명등에관한법률
- [제정 2003.12.6 법률 제6990호]
- 대통령측근 비리의혹 특별검사: 김진흥
- 수사 결과:수사종결에 의한 무혐의
- 비용: 20억 원

### 유전의혹 사건특검법
- 의혹: 철도공사 유전개발사업 추진 과정에 정치권 외압
- 한국철도공사 등의 사할린 유전개발사업 참여관련 의혹사건 진상규명을 위한 특별검사의 임명 등에 관한 법률
- [제정 2005.7.21 법률 제7603호]
- 철도공사 유전개발 의혹 특별검사: 정대훈
- 수사 결과: 거의 대부분 무혐의
- 비용: 14억 원

### 삼성 비자금특검법
- 삼성 비자금 의혹관련 특별검사의 임명 등에 관한 법률
- [제정 2007.12.10 법률 제8668호]
- 삼성 특별검사: 조준웅 (제보 까페)

### 이명박 특검법
- 의혹: 이명박대통령후보 당시의 BBK 연루, 도곡동 땅 등 차명 소유 등
- 한나라당 대통령후보 이명박의 주가조작 등 범죄혐의의 진상규명을 위한 특별검사의 임명 등에 관한 법률
- [제정 2007.12.28 법률 제8824호]
- 이명박 특별검사: 정호영
- 수사 결과: 무혐의
- 비용: 20억 원 이상

### 스폰서 검사 특검법
- 검찰고위간부 박기준·한승철 등의 불법자금 및 향응수수사건 진상규명을 위한 특별검사의 임명 등에 관한 법률
- [제정 2010.7.12. 법률 제10370호]
- 스폰서 검사 특별검사: 민경식

### 2011년 재보궐선거 사이버테러 사건특검법
- 2011. 10. 26. 재보궐선거일 중앙선거관리위원회와 박원순 서울시장 후보 홈페이지에 대한 사이버테러 진상규명을 위한 특별검사의 임명 등에 관한 법률
- [제정 2012. 2. 22. 법률 제11333호]
- 특별검사: 박태석
- 결과: 무혐의

### 내곡동 사저부지 매입의혹사건특검법
- 의혹: 이명박 정부의 내곡동 사저부지 매입과 관련된 배임 및 「부동산 실권리자명의 등기에 관한 법률」등의 위반
- 이명박 정부의 내곡동 사저부지 매입의혹사건 진상규명을 위한 특별검사의 임명 등에 관한 법률
- [제정 2012.9.21. 법률 제11484호]
- 특별검사 : 이광범

## 상설 특별검사제도 실시
새로 시행된 특별검사의 임명 등에 관한 법률은 국회가 정치적 중립성과 공정성 등을 이유로 특별검사의 수사가 필요하다고 본회의에서 의결한 사건과 법무부장관이 이해관계 충돌이나 공정성 등을 이유로 특별검사의 수사가 필요하다고 판단한 사건에 한해서 특별검사를 실시한다.
2016년 11월 22일 현재 상설특검법 시행 이후 상설특검법에 따른 특검이 실시된 적이 없다. 박근혜-최순실 게이트나 드루킹 댓글 조작 사건에 대해서는 별도 특검법이 통과되었다.

## 상설 특별검사제 실시 이후 개별 특검법

### 박근혜 정부박근혜-최순실 게이트특검법
- 최순득과 최순실 등 민간인에 의한 국정농단 의혹 사건 규명을 위한 특별검사의 임명에 관한 법률
- 특별검사:박영수
- 결과:수사 완료

### 드루킹 댓글 조작 사건특검법
- 드루킹의 인터넷상 불법 댓글 조작 사건과 관련된 진상규명을 위한 특별검사의 임명 등에 관한 법률
- 특별검사: 허익범
- 결과: 수사 완료

최초로 수사기간 연장 요청 포기

### 윤석열 내란ㆍ외환 특검법
- 윤석열 전 대통령 등에 의한 내란 ㆍ외환 진상규명을 위한 특별검사의 임명 등에 관한 법률
- 특별검사: 조은석
- 출석 요구 세 차례 불응하여 체포영장 청구했으나 "출석하기로 했다"면서 기각
- 피의 사실
  - 본인에 대한 경찰·고위공직자범죄수사처(공수처)의 체포영장 집행을 저지한 혐의(특수공무집행 방해)
  - 계엄 관련자들의 비화폰 통화기록 삭제를 지시한 혐의(경호처법상 직권남용 교사)
  - 12·3 비상계엄 당시 국무회의와 관련한 국무위원 대상 직권남용 혐의
  - 사후 계엄선포문 작성에 관여한 혐의(허위공문서 작성)
  - 북풍 공작 혐의(일반 이적 또는 외환 유치)
- 1차 출석
- 2차 출석: 2025년 7월 5일 서울 서초동 서울고검 청사에서 오전 9시4분부터 조사를 받기 시작해서 체포 방해 혐의부터 국무위원을 상대로 한 직권남용 혐의, 외환 혐의까지 광범위한 조사를 진행하고 오후 6시34분 조사를 마쳤다. 점심 식사 시간을 포함해 9시간 조사를 받고 저녁 식사를 거른 채 밤 11시30분까지 5시간가량 조서를 열람했다.[2]

## 같이 보기
- 특임검사
- 황교안